# Temporada 1969-70 de los Phoenix Suns
La temporada 1969-70 fue la segunda de los Phoenix Suns en la NBA. La temporada regular acabó con 39 victorias y 46 derrotas, ocupando el cuarto puesto de la División Oeste, clasificándose para los playoffs, en los que cayeron en semifinales de división ante Los Angeles Lakers.

## Elecciones en elDraft
| Ronda | Puesto | Jugador    | Posición | Nacionalidad   | Universidad |
| ----- | ------ | ---------- | -------- | -------------- | ----------- |
| 1     | 2      | Neal Walk  | Pívot    | Estados Unidos | Florida     |
| 5     | 58     | Rich Jones | Alero    | Estados Unidos | Memphis     |
| 7     | 86     | Bill Sweek | Escolta  | Estados Unidos | UCLA        |

## Temporada regular
| x-Atlanta Hawks        | 48 | 34 | .585 | –  |
| x-Los Angeles Lakers   | 46 | 36 | .561 | 2  |
| x-Chicago Bulls        | 39 | 43 | .476 | 9  |
| x-Phoenix Suns         | 39 | 43 | .476 | 9  |
| Seattle SuperSonics    | 36 | 46 | .439 | 12 |
| San Francisco Warriors | 30 | 52 | .366 | 18 |
| San Diego Rockets      | 27 | 55 | .329 | 21 |

## Playoffs

### Semifinales de División
Los Angeles Lakers vs. Phoenix Suns 
| Fecha       | Partido                                  | Ciudad      |
| ----------- | ---------------------------------------- | ----------- |
| 25 de marzo | Los Angeles Lakers 128, Phoenix Suns 112 | Los Ángeles |
| 29 de marzo | Los Angeles Lakers 101, Phoenix Suns 114 | Los Ángeles |
| 2 de abril  | Phoenix Suns 112, Los Angeles Lakers 98  | Phoenix     |
| 4 de abril  | Phoenix Suns 112, Los Angeles Lakers 102 | Phoenix     |
| 5 de abril  | Los Angeles Lakers 138, Phoenix Suns 121 | Los Ángeles |
| 7 de abril  | Phoenix Suns 93, Los Angeles Lakers 104  | Phoenix     |
| 9 de abril  | Los Angeles Lakers 129, Phoenix Suns 94  | Los Ángeles |
|             | Los Angeles Lakers gana las series 4-3   |             |

## Estadísticas
| Rk | Jugador          | Edad | P  | PT | MP   | TC  | TCI  | %TC  | TL  | TLI | %TL  | RB   | AS  | FP  | PTS  |
| -- | ---------------- | ---- | -- | -- | ---- | --- | ---- | ---- | --- | --- | ---- | ---- | --- | --- | ---- |
| 1  | Connie Hawkins   | 27   | 81 |    | 40.9 | 8.8 | 17.9 | .490 | 7.1 | 9.1 | .779 | 10.4 | 4.8 | 3.5 | 24.6 |
| 2  | Gail Goodrich    | 26   | 81 |    | 39.9 | 7.0 | 15.4 | .454 | 6.0 | 7.5 | .808 | 4.2  | 7.5 | 3.1 | 20.0 |
| 3  | Dick Van Arsdale | 26   | 77 |    | 38.5 | 7.7 | 15.1 | .508 | 6.0 | 7.5 | .798 | 3.4  | 4.4 | 3.7 | 21.3 |
| 4  | Paul Silas       | 26   | 78 |    | 36.4 | 4.8 | 10.3 | .464 | 3.2 | 5.3 | .607 | 11.7 | 2.7 | 3.4 | 12.8 |
| 5  | Jim Fox          | 26   | 81 |    | 25.2 | 5.1 | 9.7  | .524 | 2.7 | 3.5 | .770 | 7.0  | 1.1 | 3.2 | 12.9 |
| 6  | Dick Snyder      | 25   | 6  |    | 24.5 | 3.7 | 7.5  | .489 | 1.2 | 1.3 | .875 | 2.5  | 1.5 | 3.3 | 8.5  |
| 7  | Art Harris       | 23   | 76 |    | 18.1 | 3.4 | 8.6  | .395 | 1.1 | 1.6 | .656 | 1.9  | 2.8 | 2.8 | 7.8  |
| 8  | Neal Walk        | 21   | 82 |    | 17.0 | 3.1 | 6.7  | .470 | 1.9 | 3.0 | .640 | 5.5  | 1.0 | 2.7 | 8.2  |
| 9  | Jerry Chambers   | 26   | 79 |    | 14.4 | 3.6 | 8.3  | .430 | 1.2 | 1.6 | .728 | 2.8  | 0.7 | 2.1 | 8.3  |
| 10 | Lamar Green      | 22   | 58 |    | 12.1 | 1.7 | 4.0  | .432 | 0.7 | 1.2 | .586 | 4.8  | 0.3 | 2.0 | 4.2  |
| 11 | Stan McKenzie    | 25   | 58 |    | 9.1  | 1.4 | 3.6  | .393 | 1.0 | 1.3 | .795 | 1.6  | 0.9 | 1.2 | 3.8  |
| 12 | Neil Johnson     | 26   | 28 |    | 4.9  | 0.7 | 2.1  | .333 | 0.3 | 0.4 | .667 | 1.7  | 0.4 | 1.4 | 1.7  |

## Galardones y récords
| Jugador          | Galardón                          |
| Connie Hawkins   | Mejor quinteto de la NBA All-Star |
| Dick Van Arsdale | All-Star                          |